# SDウエスカ
ソシエダ・デポルティーバ・ウエスカ（Sociedad Deportiva Huesca, S.A.D.）は、アラゴン州ウエスカ県ウエスカに本拠地を置くスペインのサッカークラブ。2023-24シーズンはセグンダ・ディビシオンに所属している。

## 歴史

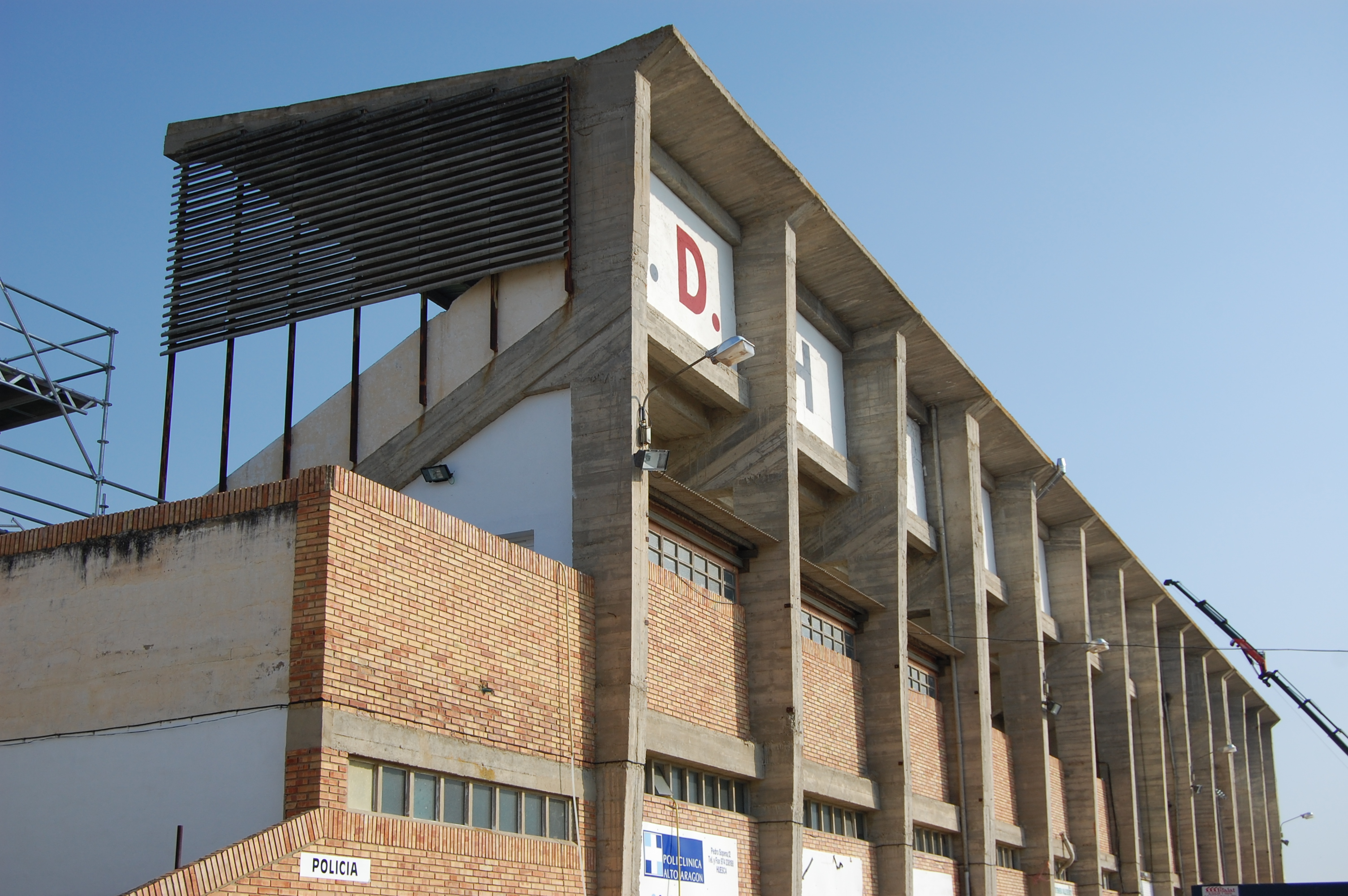
エスタディオ・エル・アルコラス

### ウエスカCFとUDウエスカ
1910年、ウエスカCF（Huesca CF）が生まれ、サントス・ソラーナが会長に就任した。1922年にはスペインサッカー連盟(RFEF)に加盟したが、ウエスカCFは1926年に解散した。
1929年にはCDウエスカ(CD Huesca)が創設された。CDウエスカは設立メンバーがFCバルセロナのサポーターであったことから、ブラウグラーナ（青とえんじ）をシンボルカラーとして連盟に登録された。文献に記録されるクラブ初の試合のひとつがボスコFCとのローカルダービーであり、この試合には3-5で敗れている。1920年代中ごろにはクラブのプロ化が行われ、1926年にはビジャ・イサベルでバルセロナとの試合(2-2)が行われた。1940年にUDウエスカ(Unión Deportiva)と名を変え、1950-51シーズンには初めてセグンダ・ディビシオン（2部）に到達したが、UDウエスカは財政問題のために1956年に消滅した。

### SDウエスカ
1960年3月29日、SDウエスカ(Sociedad Deportiva Huesca)が誕生した。1971-72シーズン、クラブの歴史上3番目となる新スタジアムの建設が決定した。サン・ホルヘの丘に立地するエスタディオ・エル・アルコラスは7,638人を収容し、1974年にはスペイン・アマチュアカップの決勝が行われた。1977年にはセグンダ・ディビシオンB（同年創設、3部相当）に初参戦した。2005-06シーズンのコパ・フェデラシオンではUDプエルトジャーノに次ぐ2位となったが、リーグ戦では残留プレーオフに巻き込まれ、カスティージョCFに勝利してテルセーラ・ディビシオン（4部相当）降格をかろうじて回避した。2006-07シーズンは昇格プレーオフに出場したが、プレーオフ決勝でコルドバCFに敗れてセグンダ・ディビシオン（2部）昇格はならなかった。2007-08シーズン終了後にセグンダ昇格を果たすと、2008-09シーズンにはデポルティーボ・ラ・コルーニャからレンタルで獲得したルベン・カストロがリーグ9位の14得点を挙げる活躍を見せ、11位でセグンダ残留を果たした。2012-13シーズンにはセグンダ・ディビシオンで21位になりセグンダ・ディビシオンBに降格した。2014-2015シーズンには1位になり昇格プレーオフでウラカン・バレンシアCFに対して2連勝しセグンダ・ディビシオンに昇格した。
2016-17シーズンには6位になりクラブ創設以来初めてプリメーラ・ディビシオン(1部)への昇格プレーオフに出場したがヘタフェとの準決勝で敗れた。 2017-18シーズンには2位になり昇格プレーオフに出場しCDルーゴに対して2-0で勝ちクラブ創設以来初めてプリメーラ・ディビシオンに昇格した。
2018-19シーズン、クラブとして初めて1部を戦うのに備え、監督には元アルゼンチン代表で、ウエスカでもプレーしたレオ・フランコを招集。開幕前の移籍市場では、AGFからセルビア代表GKのアレクサンダル・ヨヴァノヴィッチを、アスレティック・ビルバオからレンタルでシャビエル・エチェイタ、レウス・デポルティウからホルヘ・ミラモンらを獲得した。しかし、リーグ戦では6節に降格圏に沈み、フランコを解任。後任に40歳のフランシスコ・ロドリゲスを就任させたが、一度も降格圏を抜け出すことなく2部へと降格した。
2019-20シーズンは、開幕前に岡崎慎司を獲得。岡崎は期待に応え二桁ゴールを記録。チームは1年での1部復帰を決め、更に最終節で首位カディスCFが敗北し、ウエスカが勝利した事で勝ち点を上回りリーグ逆転優勝を果たした。
2度目のラ・リーガとなった2020-21シーズンだったが、戦力不足は如何ともし難く、同シーズンも下位に低迷。初のリーガとなった岡崎もゴールを奪うことは出来ず。同シーズンは37節を17位で終え、リーガ残留の可能性が高まっていたものの、最終的のバレンシアCF戦に0-0で終わり、勝ち点で並んでいた18位のエルチェCFがアスレティック・ビルバオ戦に2-0で勝利したため、逆転で2部降格が決定した。

## タイトル

### 国内タイトル
- セグンダ・ディビシオン：1回
  - 2019-20
- セグンダ・ディビシオンB：1回
  - 2014-15

### 国際タイトル
- なし

## 過去の成績
| シーズン | リーグ         | リーグ | リーグ | リーグ | リーグ | リーグ | リーグ | リーグ | リーグ | 国王杯    |
| シーズン | ディヴィジョン | 試     | 勝     | 分     | 敗     | 得     | 失     | 点     | 順位   | 国王杯    |
| -------- | -------------- | ------ | ------ | ------ | ------ | ------ | ------ | ------ | ------ | --------- |
| 2000-01  | テルセーラ     | 40     | 21     | 12     | 7      | 69     | 35     | 75     | 4位    |           |
| 2001-02  | セグンダB      | 38     | 10     | 5      | 23     | 37     | 58     | 35     | 19位   |           |
| 2002-03  | テルセーラ     | 40     | 24     | 9      | 7      | 68     | 34     | 81     | 2位    |           |
| 2003-04  | テルセーラ     | 38     | 19     | 16     | 3      | 69     | 23     | 73     | 4位    |           |
| 2004-05  | セグンダB      | 38     | 11     | 16     | 11     | 36     | 40     | 49     | 10位   |           |
| 2005-06  | セグンダB      | 38     | 10     | 12     | 16     | 30     | 43     | 42     | 16位   |           |
| 2006-07  | セグンダB      | 29     | 14     | 6      | 9      | 33     | 25     | 48     | 5位    |           |
| 2007-08  | セグンダB      | 38     | 18     | 13     | 7      | 45     | 27     | 67     | 2位    | 2回戦敗退 |
| 2008-09  | セグンダ       | 42     | 13     | 14     | 15     | 47     | 46     | 53     | 11位   | 2回戦敗退 |
| 2009-10  | セグンダ       | 42     | 12     | 16     | 14     | 36     | 40     | 52     | 13位   | 3回戦敗退 |
| 2010-11  | セグンダ       | 42     | 13     | 16     | 13     | 39     | 45     | 55     | 14位   | 3回戦敗退 |
| 2011-12  | セグンダ       | 42     | 14     | 9      | 19     | 49     | 63     | 51     | 13位   | 3回戦敗退 |
| 2012-13  | セグンダ       | 42     | 11     | 12     | 19     | 46     | 58     | 45     | 21位   | 3回戦敗退 |
| 2013-14  | セグンダB      | 38     | 18     | 9      | 11     | 52     | 43     | 63     | 7位    | 2回戦敗退 |
| 2014-15  | セグンダB      | 38     | 20     | 9      | 9      | 61     | 30     | 69     | 1位    | ベスト32  |
| 2015-16  | セグンダ       | 42     | 14     | 13     | 15     | 48     | 49     | 55     | 12位   | ベスト32  |
| 2016-17  | セグンダ       | 42     | 16     | 15     | 11     | 53     | 43     | 63     | 6位    | ベスト32  |
| 2017-18  | セグンダ       | 42     | 21     | 12     | 9      | 61     | 40     | 75     | 2位    | 2回戦敗退 |
| 2018-19  | ラ・リーガ     | 38     | 7      | 12     | 19     | 43     | 65     | 33     | 19位   | ベスト32  |
| 2019-20  | セグンダ       | 42     | 21     | 7      | 14     | 55     | 42     | 70     | 1位    | 2回戦敗退 |
| 2020-21  | ラ・リーガ     | 38     | 7      | 13     | 18     | 34     | 53     | 34     | 18位   | 2回戦敗退 |
| 2021-22  | セグンダ       | 42     | 13     | 15     | 14     | 49     | 44     | 54     | 13位   | 2回戦敗退 |
| 2022-23  | セグンダ       | 42     | 11     | 19     | 12     | 36     | 36     | 52     | 15位   | 1回戦敗退 |
| 2023-24  | セグンダ       | 42     | 11     | 16     | 15     | 36     | 33     | 49     | 17位   | ベスト32  |
| 2024-25  | セグンダ       |        |        |        |        |        |        |        |        |           |

## 現所属メンバー
2025年2月4日現在
注：選手の国籍表記はFIFAの定めた代表資格ルールに基づく。
| No. | Pos. |          | 選手名                   |
| --- | ---- | -------- | ------------------------ |
| 1   | GK   | スペイン | フアン・ペレス           |
| 2   | DF   | スペイン | トニ・アバド             |
| 3   | DF   | スペイン | ジョルディ・マルティン   |
| 4   | DF   | スペイン | ルベン・プリード         |
| 5   | DF   | スペイン | ミゲル・ロウレイロ       |
| 6   | MF   | スペイン | ハビ・ミエル             |
| 7   | MF   | スペイン | ジェラール・バレンティン |
| 8   | MF   | スペイン | ハビ・ペレス             |
| 9   | FW   | スペイン | セルジ・エンリク         |
| 10  | MF   | スペイン | ウーゴ・バレイヨ         |
| 11  | MF   | スペイン | ホアキン・ムニョス       |
| 13  | GK   | スペイン | ダニ・ヒメネス           |

| No. | Pos. |            | 選手名                  |
| --- | ---- | ---------- | ----------------------- |
| 14  | DF   | スペイン   | ホルヘ・プリード        |
| 15  | DF   | フランス   | ジェレミー・ブラスコ    |
| 16  | DF   | スペイン   | モイセス・デルガド      |
| 18  | DF   | スペイン   | ディエゴ・ゴンザレス    |
| 19  | MF   | カメルーン | パトリック・ソコ        |
| 20  | DF   | スペイン   | イグナシ・ビララサ      |
| 21  | FW   | スペイン   | イケル・ウンズエタ      |
| 22  | MF   | スペイン   | イケル・コルタハレナ    |
| 23  | MF   | スペイン   | オスカル・シエルバ      |
| 27  | MF   | スペイン   | ハビ・エルナンデス      |
| 33  | FW   | モロッコ   | アイマン・アルギーグ () |

監督
- アントニオ・イダルゴ（英語版）

### ローン移籍
in
注：選手の国籍表記はFIFAの定めた代表資格ルールに基づく。
| No. | Pos. |          | 選手名                              |
| --- | ---- | -------- | ----------------------------------- |
| 9   | FW   | スペイン | セルジ・エンリク (レアル・サラゴサ) |

| No. | Pos. |          | 選手名                              |
| --- | ---- | -------- | ----------------------------------- |
| 27  | MF   | スペイン | ハビ・エルナンデス (エスパニョール) |

out
注：選手の国籍表記はFIFAの定めた代表資格ルールに基づく。
| No. | Pos. |          | 選手名                                            |
| --- | ---- | -------- | ------------------------------------------------- |
| --  | FW   | スペイン | ディエゴ・アスナール (セスタオ・リーベル・クルブ) |

| No. | Pos. |          | 選手名                |
| --- | ---- | -------- | --------------------- |
| --  | MF   | スペイン | マヌ・リコ (タラソナ) |

## 歴代監督
- ファブリ・ゴンサレス 2005
- ホルヘ・ダレッサンドロ 2013
- パブロ・アルファロ 2013
- ルビ 2017-2018
- レオ・フランコ 2018
- フランシスコ 2018-2019
- ミチェル 2019-2021
- パチェタ 2021
- イグナシオ・アンブリス 2021
- ホセ・アンヘル・シガンダ 2022-2023

## 歴代所属選手

### GK
- パコ・ブーヨ 1978-1979
- アレックス・レミロ 2017-2018

### DF
- フランチェスコ・スカルディナ 2013-2015
- アレクサンデル・ゴンサレス 2016-2018
- ルイジーニョ 2018-2021
- ディミトリオス・シオヴァス 2020-2021
- ガストン・シルバ 2020-2021
- パブロ・マフェオ 2020-2021
- アンドレイ・ラティウ 2021-2023

### MF
- フアンホ・カマーチョ 2006-2007, 2008-2019
- ミケル・リコ 2007-2010, 2019-2022
- フェリペ・マノエル 2008
- ルソ・デルガド 2017-2018
- 橋本拳人 2022-2023

### FW
- ナチョ・ノボ 2000-2001
- ルベン・カストロ 2008-2009
- アルバロ・バディージョ 2016-2018
- エセキエル・レスカルダニ 2017-2018
- クチョ・エルナンデス 2017-2019
- チミー・アビラ 2017-2019
- 岡崎慎司 2019-2021
- サンドロ・ラミレス 2020-2021